# Науман, Иоганн Фридрих
Иога́нн Фри́дрих На́уман (нем. Johann Friedrich Naumann; 1780—1857) — немецкий орнитолог.

## Биография
Иоганн Фридрих был старшим из трёх сыновей крестьянина Иоганна Андреаса Наумана (1747—1826). В возрасте 9 лет он прекрасно рисовал птиц. В 10 лет он покинул школу в своей деревне и пошёл в школу в Дессау, однако вынужден был в том же самом году её бросить, чтобы помогать своему отцу в сельском хозяйстве. Там он получил возможность заниматься местными птицами. В 1815 году появилось первое произведение о таксидермии, где он разъяснял свой метод набивания чучел птиц. Позже он изготовил большинство медных гравюр для книги своего отца Иоганна Андреаса Наумана Naturgeschichte der Vögel Deutschlands (рус. Естественная история птиц Германии). Собственно, это было собственное произведение, вышедшее в свет в честь отца под его именем. Брат Карл Андреас Науман поддерживал его исследования, отлавливая и отстреливая для него птиц.
В 1821 году Науман продал свою коллекцию птиц герцогу Фердинанду Ангальт-Кётенскому за 2000 талеров и одновременно был назначен их куратором. Она была размещена в возведённом замке герцога, в котором с 1835 года доступна для общественности.
В течение следующих лет работы Науман смог собрать в целом 1280 препаратов. В 1845 году в Кётене проходила встреча орнитологов, которая была подготовкой к собранию в Лейпциге в 1850 году, на котором было учреждено Немецкое общество орнитологов, одним из учредителей которого (наряду с Бальдамусом и Хомайером) был Науман. Первый официальный журнал общества назывался Rhea (только 2 издания), затем Naumannia. В 1857 году Науман оставил работу из-за заболевания глаз. Он умер 15 августа 1857 года и был похоронен в Прозиге рядом со своей женой Мари Юлианой Науман.
Науман стремился в своей работе представить природу настолько оживлённой, насколько это было возможно. Он говорил: «Мы должны стараться придать такой вид набиваемым шкурам, как будто бы живое тело животного ещё находилось там».
В 1880 году в Кётене был воздвигнут памятник Науману.

## Сочинения
- Taxidermie oder die Lehre, Thiere aller Klassen am einfachsten und zweckmäßigsten für Kabinette auszustopfen und aufzubewahren. Hemmerde & Schwetschke, Halle 1815
- Johann Andreas Naumann u. Johann Friedrich Naumann: Naturgeschichte der Vögel Deutschlands. Nach eigenen Erfahrungen entworfen. Fleischer, Leipzig 1822—1866, Band 1-13 (Grundlagenwerk der modernen Ornithologie)
- Die Naturgeschichte der Vögel Mitteleuropas. Hrsg. 1897—1905
- Die Vögel Mitteleuropas — eine Auswahl, hrsg. und mit einem Essay von Arnulf Conradi, Frankfurt am Main 2009, ISBN 978-3-8218-6223-1

## Литература

Галерея
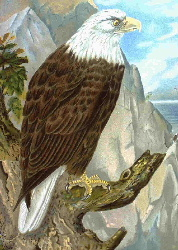
Белоголовый орлан из Naturgeschichte der Vögel Mitteleuropas
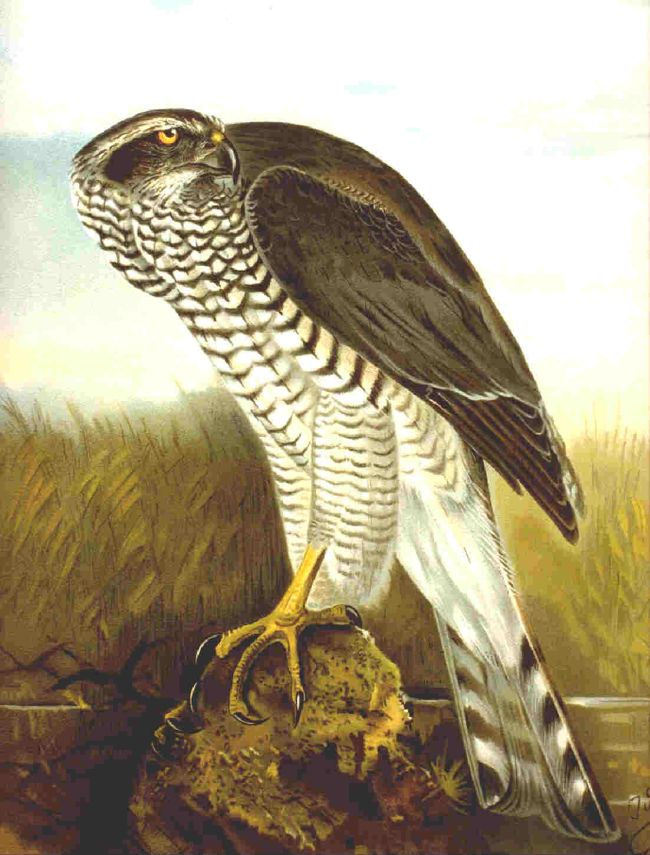
Ястреб-тетеревятник (Accipiter gentilis). Гравюра И.Ф. Наумана
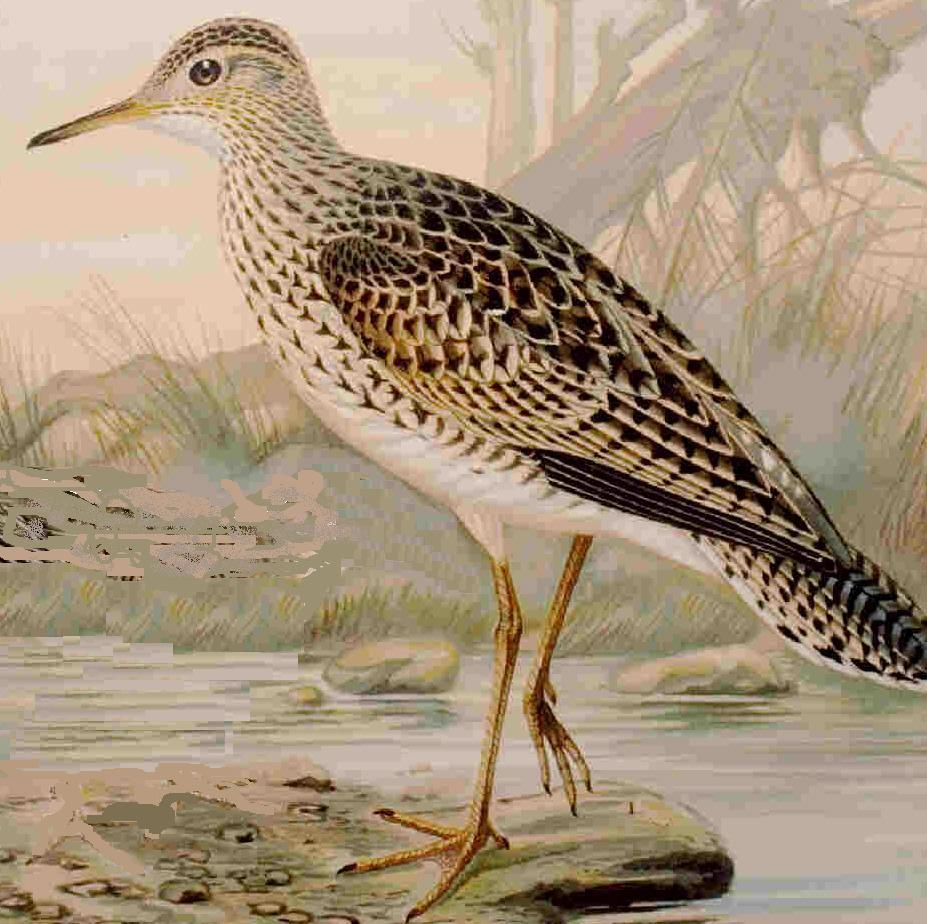
Бартрамия. Гравюра И.Ф. Наумана
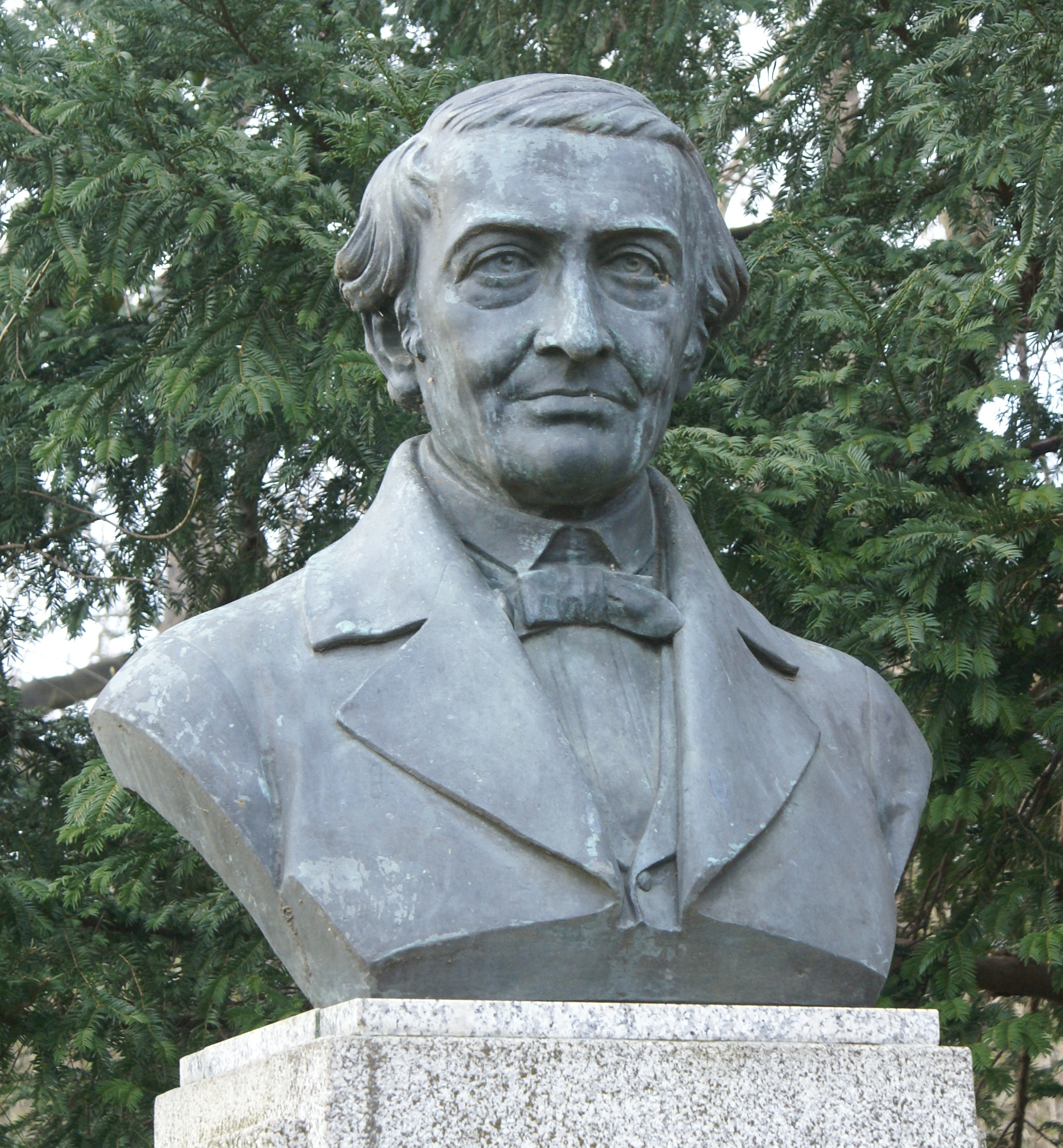
Памятник Науману в Кётене